# Хадарян, Ванда
Ванда Мария Хэдэрян (рум. Vanda Maria Hădărean, род. 3 мая 1976) — румынская спортивная гимнастка. На Олимпийских играх 1992 года в составе команды Румынии стала серебряной призёркой (в командных соревнованиях). В команде также завоевала бронзу на чемпионате мира в 1991 году, а на Чемпионате Европы 1992 года стала бронзовой призёркой в абсолютном первенстве.